# Ледях, Геннадий Васильевич
Генна́дий Васи́льевич Ледя́х (31 марта 1928, с. Калмыцкие Мысы Поспелихинского района Алтайского края — 3 августа 2020, Москва) — артист балета, балетмейстер и педагог, руководитель московской Школы классического танца Геннадия Ледяха. Заслуженный артист РСФСР (1964).

## Биография
С 1945 года учился в балетной студии и одновременно выступал на сцене Новосибирского театра оперы и балета. С 1948 года учился в Московском хореографическом училище (педагог — Асаф Мессерер). После окончания училища в 1951 году был принят в балетную труппу Большого театра, где танцевал по 1968 год. Готовил репертуар под руководством Асафа Мессерера и Алексея Варламова.
Его танец отличался особой выразительностью и экспрессией, уникальной для 1950—1960-х годов виртуозностью; особенно удавалось исполнение пируэтов и других вращений. В партиях героического плана (Филипп, Фрондосо) выделялся яркостью трактовки образов. В дуэтах с балеринами ему была свойственна элегантная манера танца. Считался надёжным и крепким партнёром. Танцевал с такими артистками, как Ольга Лепешинская, Софья Головкина, Ирина Тихомирнова, Раиса Стручкова, Марина Кондратьева, Екатерина Максимова, Нина Тимофеева.
Исполняя классические и современные хореографические номера, участвовал в гастрольных поездках труппы, выступив в 32-х странах.

## Репертуар
- Солист, миниатюра «Героический этюд» в «Скрябиниане», балетмейстер К. Я. Голейзовский
- Поэт, «Вальс-фантазия» М. И. Глинки в балете «Русские миниатюры», балетмейстер В. А. Варковицкий
- Филипп, «Пламя Парижа», балетмейстер В. И. Вайнонен
- Георгий, «Гаянэ», балетмейстер В. И. Вайнонен
- Принц, «Щелкунчик», балетмейстер В. И. Вайнонен
- Базиль, «Дон Кихот», балетмейстер А. А. Горский
- Принц, «Золушка», балетмейстер Р. В. Захаров
- Евгений, «Медный всадник», балетмейстер Р. В. Захаров
- Вацлав, «Бахчисарайский фонтан», балетмейстер Р. В. Захаров
- Франц, «Тщетная предосторожность», балетмейстер А. А. Горский, возобновление Е. П. Долинской, А. И. Радунского
- Фрондосо, «Лауренсия», балетмейстер В. М. Чабукиани
- Вакх, «Вальпургиева ночь», балетмейстер Л. М. Лавровский
- Трубадур, «Ромео и Джульетта», балетмейстер Л. М. Лавровский
- Армен, «Гаянэ», балетмейстер Н. А. Анисимова
- Лукаш, «Лесная песня», балетмейстеры А. А. Лапаури, О. Г. Тарасова
- Па-де-де I акта в балете «Жизель», редакция Л. М. Лавровского
- Солист, «Класс-концерт», балетмейстер А. М. Мессерер
- Солдат, «Сказка о Солдате и Чёрте», балетмейстер Э. В. Суве, режиссёр Б. Ф. Горбатов
- Кайс и Меджнун, «Лейли и Меджнун», балетмейстер К. Я. Голейзовский

## Балетмейстер
В 1969 поставил балет «Дон Кихот» (хореография А. А. Горского) в Таджикском театре оперы и балета; в 1979—1980 был главным балетмейстером этого театра.
Начиная с 1970 года работал в Польше: в 1970 году — балетмейстер-репетитор варшавского Большого театра, в 1971—1976 годах — художественный руководитель Варшавской балетной школы. Силами учащихся этой школы и при участии солистов театра поставил балет «Щелкунчик» в собственной хореографии (1973) и несколько концертных программ.
В 1978 году — педагог-репетитор балетной школы в Боготе (Колумбия). В 1979—1980 годах — главный балетмейстер Таджикского театра оперы и балета.
В 1982 году организовал в Москве при Дворце культуры ЗИЛа «Детский балетный театр» (впоследствии — Школа классического танца Геннадия Ледяха, в котором поставил балеты:
- «Щелкунчик» (1985)
- «Маленькая ночная серенада» на музыку В. А. Моцарта (1989)
- хореографическую композицию на музыку увертюры к опере Дж. Россини «Сорока-воровка» (1991)
- «Класс-концерт» на музыку И. С. Баха (1991, совм. с Л. А. Ледях).

С 1992 — художественный руководитель «Школы классического танца» в Москве, где преподавал классический и дуэтный танец. Там же осуществил постановку хореографической композиции «Класс-концерт» на музыку И. Штрауса (1996), а также возобновил ряд хореографических картин и номеров из репертуара классического наследия.

## Фильмография
- Принц, фильм-балет «Хрустальный башмачок», режиссёры А. А. Роу и Р. В. Захаров (Киностудия им. М. Горького, 1960)
- Коралл, фильм-балет «Сказка о Коньке-Горбунке», режиссёры З. П. Тулубьева и А. И. Радунский (Центральная студия документальных фильмов, 1961) — экранизация балета «Конёк-Горбунок» Р. К. Щедрина

## Награды и премии
- 1957 — диплом I степени Фестиваля молодёжи и студентов в Москве — I место в конкурсе по классическому балету
- 26 мая 1964 — Заслуженный артист РСФСР
- 15 сентября 1969 — Орден «Знак Почёта»
- 1969 — диплом за партнёрство на I Международном конкурсе артистов балета в Москве (1969) — выступал в дуэте с М. А. Сабировой, получившей I премию
- 1975 — Нагрудный знак «За заслуги перед польской культурой» (Польша).
- 6 декабря 2019 — Медаль ордена «За заслуги перед Отечеством» II степени — за большой вклад в развитие отечественной культуры и искусства, многолетнюю плодотворную деятельность[1]

## Сочинения
- Воля народов // «Советский артист», 19 сентября 1951.
- Вспоминая А. А. Варламова // «Большой театр», 30 марта 2000.
- Моя партнёрша // «Театральная жизнь» № 4, 1968.
- По странам Африки и Ближнего Востока // «Советский артист», 13 апреля 1962.
- Россия — это очень хорошо // «Советский артист», 27 октября 1954.
- Сыны Востока // «Советский артист», 31 декабря 1955.